# Chama do Canigó

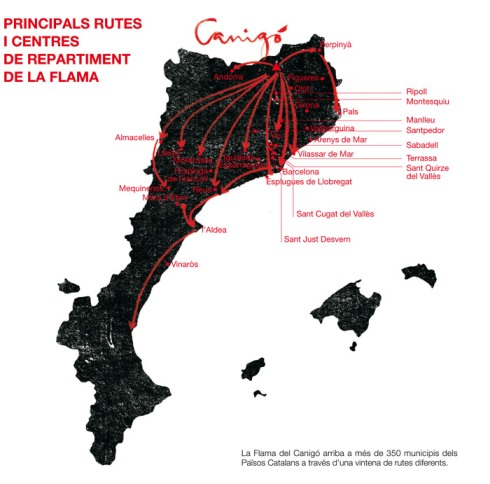
Rotas de distribuição da Chama do Canigó pelos Países Catalães.

A Chama do Canigó é uma tradição catalã vinculada ao solstício de verão que tem local em vários lugares dos Países Catalães todos os anos, entre 22 e 23 de Junho. Inicia-se com a renovação do fogo na cimeira do Canigó (Catalunha do Norte) e culmina com a acendida das fogueiras da noite de São Joan depois que a chama, levada por voluntários, se reparta por todo o país. Está emparentada de outras festas do fogo do solstício de verão aos Pirenéus, como as falles de Isil, Alins, Durro, Vilaller, Barruera, Pont de Suert e Andorra ou o creme de eth Haro da Val d'Aran, onde o fogo que baixa da montanha também é o protagonista da noite. Mas além desta festa, a Chama do Canigó tem uma simbologia vinculada à persistência e a vitalidade da cultura catalã.

## A origem

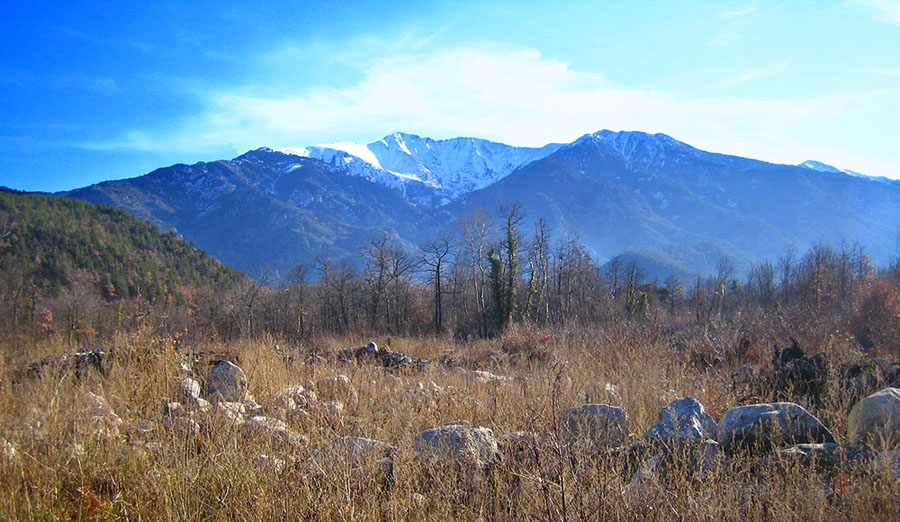
O Canigó, uma das montanhas de mais simbolismo dos Pirenéus catalães.

Em 1955, Francesc Pujade, de Arles (Vallespir, Catalunha do Norte), trazido pelo seu entusiasmo pelo maciço do Canigó e inspirado pelo poema épico de Jacint Verdaguer (Canigó, 1886) teve a iniciativa, juntamente com Esteve Albert e Josep Deloncle, de acender os fogos da Noite de São Joan à cimeira desta montanha. Em 1963, Pujade e Joan Iglesias, impulsor das fogueiras de São Joan à Catalunha do Norte, iniciaram o costume de baixar o fogo da cimeira e acender as fogueiras da Catalunha do Norte. A chama repartiu-se por todas as aldeias e cidades dos Países Catalães. Iniciava-se assim a tradição da Chama do Canigó, que coincidia com a celebração milenária do solstício de verão vinculada ao fogo e ao seu significado coletivo.
O novo costume tomou força em pouco tempo, de tal forma que, segundo Òmnium Cultural, hoje é praticamente impossível encontrar uma fogueira na Catalunha do Norte que não seja acendida com a Chama do Canigó. Em 1966 o fogo cruzou pela primeira vez a fronteira entre os estados francês e espanhol e chegou a Vic. Apesar da ditadura franquista, a tradição espalhou-se pelo Principado de Catalunha, com frequência na clandestinidade, como símbolo da pervivència da cultura catalã. A rede foi-se estendendo, e o fogo que baixava do Canigó também chegou ao País Valenciano.
Atualmente há dezenas de entidades que celebram a festa repartindo em todas partes a chama que se acende à cimeira do Canigó e que se conserva no Castellet de Perpinhã. Barcelona recebe o lume na praça de São Jaume com a cobla, a àliga e os gigantes da cidade, e desde lá leva-se até os bairros. Nas Terras do Ebro e ao Priorat, todos os anos é um povo diferente quem o acolhe, e se reúne gente dos distritos vizinhos, que vai em caravana de carros à receber a chama que vem dos Pirenéus. Em Alicante conservou-se bem viva a tradição dos fogos de São Joan. Outras cidades, também têm a sua tradição como a de Tarragona no bairro do Serrallo.

## Ritual

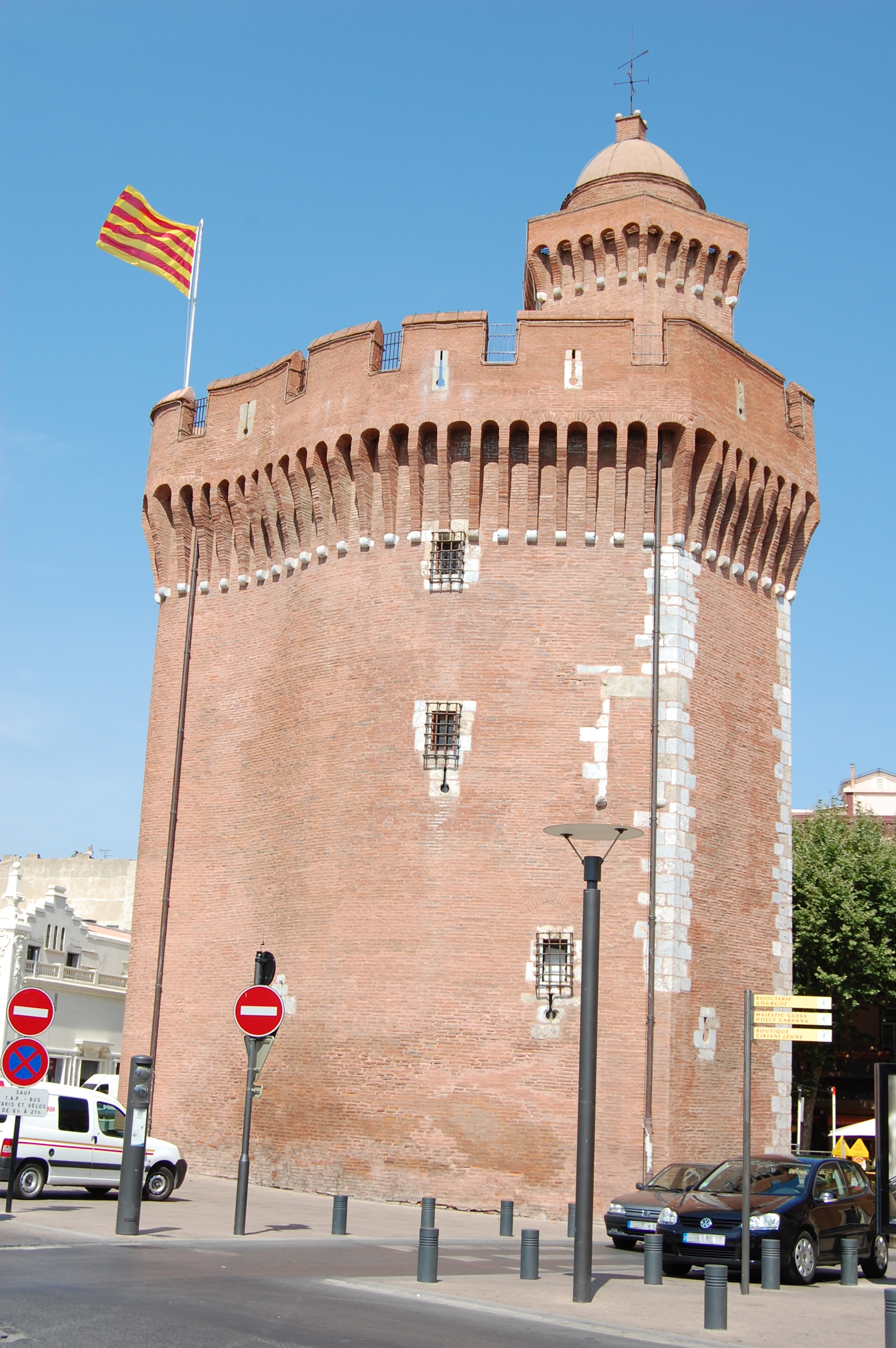
O Castellet de Perpinhã, local onde desde 1965 se conserva ininterruptamente a chama que acende as fogueiras da noite de São Joan.

Todos os 22 de Junho, um grupo de excursionistas do Círculo de Jovens de Perpinhã pega o fogo que desde 1965 resta acendido no Castellet de Perpinhã e sobem à cimeira do Canigó, de 2.784 metros, onde acendem uma nova fogueira, depois da leitura de um manifesto. Na alba de 23 de Junho, iniciam o descenso da chama renovada. Juntamente com o grupo de excursionistas do Círculo de Jovens, muitas outras pessoas reúnem-se à cimeira por pegar a chama e iniciar assim o percurso para diferentes pontos dos Países Catalães, fazendo relevos a pé, em bicicleta, em carro e até em barco para que se espalhe por povos e cidades, e chegue a tempo de acender as fogueiras da noite de São Joan.
Todos os anos, a Chama do Canigó é recebida pelo Parlamento da Catalunha num ato institucional, assim como por câmaras municipais, conselhos distritais e entidades culturais, sociais e desportivas em mais de 350 municípios dos Países Catalães. Graças a centenas de voluntários, a chama que vem da montanha alumia as vésperas populares que se fazem ao redor do fogo. Calcula-se que aquela noite se acendem aproximadamente 3.000 fogueiras do fogo que provém da cimeira do Canigó.

## Encontro do Canigó
No fim de semana antes de São Joan, centenas de pessoas vindas de todas partes dos Países Catalães e, especialmente, da Catalunha do Norte, encontram-se em Cortalets, ao pé do Canigó. No dia seguinte cumprem o primeiro ritual dos Fogos de São João: subir à cimeira do Canigó e deixar os pequenos ramos que cada qual trouxe da sua cidade, vila, povo ou horto. Os ramos estão ligados de uma fita que traz o nome do lugar de onde provêm e algumas levam desenhos e escritos de desejos por queimar à fogueira de São João. Todos estes ramos se deixam ao redor da cruz de ferro que há à cimeira da montanha até a noite em que se acende a fogueira.